# Fabio de Matos Pereira
Fabio de Matos Pereira (zumeist Fabinho; * 26. Februar 1982 in Rio de Janeiro) ist ein ehemaliger brasilianischer Fußballspieler.

## Karriere
Fabinho wurde in Rio de Janeiro geboren und spielte in der Jugend des Friburguense AC, im Stadtteil Nova Friburgo (deutsch: Neu Freiburg), welches von Schweizer Einwanderern aus Freiburg im Üechtland gegründet wurde. Nach der Jugend dort wechselte er im Alter von 21 Jahren zu Athletico Paranaense, beim Verein aus Curitiba spielte Fabinho bis 2006 und wurde zwischenzeitlich zum Paysandu SC in die Série C verliehen sowie zu SE Tiradentes.
Nachdem der Vertrag bei Paranaense nicht verlängert worden war, wechselte er zu Anorthosis Famagusta in die zypriotische First Division. Dort kam der recht kleine Fabinho auf insgesamt 38 Spieleinsätze, wobei ihm 4 Tore gelangen. Im Jahr 2008 spielte er beim rumänischen Zweitligisten FC Brașov der am Saisonende in die 1. Liga aufstieg.
Am 18. September 2008 wurde bekanntgegeben, dass Fabinho einen Drei-Jahres-Vertrag bei Metalurh Donezk unterzeichnet hat. In der Saison 2008/09 erreichte er mit Metalurh den 4. Tabellenplatz, und spielte in der Saison 2009/10 die 3. Qualifikationsrunde der Europa League gegen Interblock Ljubljana, wobei Fabinho in Hin- und Rückspiel zum Einsatz kam. In der Play-off-Niederlage gegen Austria Wien kam er zu keinem Einsatz. Nach zwei Jahren in der Ukraine wechselte dieser ein Jahr vor Ablauf des Vertrages vorzeitig nach Zypern zu Ermis Aradippou. Dort belegte er unter Trainer Christos Kassianos den 8. Platz am Saisonende.
Im Februar 2011 unterschrieb Fabinho einen Kontrakt bei Skonto Riga aus der lettischen Virslīga. Dort blieb dieser allerdings nur bis Saisonende, um im Januar zurück nach Brasilien zu wechseln. Hier beendete er 2013 seine aktive Laufbahn.

## Erfolge
Skonto Riga
- Baltic League: 2010/11